# 新疆绢蒿
新疆绢蒿（学名：Seriphidium kaschgaricum）为菊科绢蒿属的植物。分布于俄罗斯以及中国大陆的新疆等地，生长于海拔1,200米的地区，常生于砾质坡地、戈壁、干河谷和河岸边砾质滩地与路旁等，目前尚未由人工引种栽培。

## 异名
- Artemisia kaschgarica Krasch.
- Seriphidium kaschgaricum (Krasch.) Poljak. var. dshungaricum (Filat.) Y. R. Ling